# Geum japonicum
Espèce
Geum japonicum est une espèce de plantes à fleurs du genre Geum (les benoîtes) et de la famille des Rosaceae.
C'est une plante herbacée vivace.
Geum japonicum contient l'ellagitanin tellimagrandine II, un composé ayant une activité contre le virus de l'herpès.

## Synonymes
Geum japonicum a pour synonymes selon Plants of the World online (POWO) (18 février 2021) :
- Geum iyoanum Koidz.
- Geum japonicum f. iyoanum (Koidz.) H.Ikeda
- Geum japonicum f. pleniflorum Okuhara ex T.Shimizu
- Geum sieboldii Scheutz

## Liste des variétés
Selon Tropicos (18 février 2021) (Attention liste brute contenant possiblement des synonymes) :
- Geum japonicum var. chinense F. Bolle
- Geum japonicum var. fauriei Kudô
- Geum japonicum var. japonicum
- Geum japonicum var. sachalinense Koidz.